# محمد مال الله
محمد مال الله (مواليد 1 أبريل 1984) لاعب كرة قدم إماراتي دولي سابق يجيد اللعب في الهجوم.

## مسيرة اللاعب
لعب سابقاً مع أندية الخليج والنصر و اتحاد كلباء والعين و الشعب والإمارات و حتا ودبا الحصن و خورفكان ولعب مع منتخب الإمارات في كأس آسيا عام 2004 .

## روابط خارجية
- محمد مال الله على موقع الاتحاد الدولي (مؤرشف)  (الإنجليزية)
- محمد مال الله على موقع قاعدة بيانات كرة القدم.إي يو (الإنجليزية)
- محمد مال الله على موقع Soccerway.com (الإنجليزية)
- محمد مال الله على موقع كووورة